# دار مير
دار مير (بالروسية: Издательство Мир) هي دار نشر رئيسية مقرها موسكو في روسيا.، أُنشئت عام 1946 بموجب مرسوم لمجلس وزراء الاتحاد السوفييتي. خلال العهد السوفييتي ترجمت وأصدرت مطبوعات باللغة العربية نقلاً عن اللغة الروسية. عرفت بترجمة ونشر الكتب ذات التوجه الشيوعي إضافة إلى كتب في مجالات عديدة أخرى، فكانت بذلك أحد الأسلحة الهامة للاتحاد السوفييتي. نقلت إلى العربية العديد من أمهات الكتب الروسية وروائع الأدب الروسي مثل أعمال تولستوي وغوغول. ومن المؤلفات التي ساهمت في نشرها دار مير
مسائل في الرياضيات العالية للمؤلف ف.مينوريسكي و يقع الكتاب في 850 صفحة من القطع المتوسط و يتناول الموضوعات التالية :
الهندسة التحليلية في المستوي، جبر المتجهات، الهندسة التحليلية في الفراغ، الجبر العالي، مقدمة في التحليل الرياضي، المشتقة و التفاضل، تطبيقات المشتقة، التكامل غير المحدود، التكامل المحدود، انحناء المنحني المستوي و المنحني الفراغي، المشتقات الجزئية التفاضلات التامة و تطبيقاتها، لمعادلات التفاضلية، التكاملات الثنائية والثلاثية والمنحنية والمتسلسلات.